# Sophia Laukliová
Sophia Laukliová (* 8. června 2000 Yarmouth) je americká běžkyně na lyžích a běžkyně trailových běžeckých závodů. 
Má dvojí občanství – USA a Norska, protože její otec je Nor. Sophia kromě angličtiny mluví plynně také francouzsky a norsky. Po dokončení University of Utah se v létě 2023 přestěhovala z USA do Norska a stala se členkou týmu Aker Daehlie.

## Výsledky

### Výsledky ve Světovém poháru
| Sezóna  | Věk | Sezónní výsledky | Sezónní výsledky | Sezónní výsledky | Sezónní výsledky | Výsledky na Ski Tour | Výsledky na Ski Tour |
| Sezóna  | Věk | Celkově          | Distance         | Sprinty          | U23              | Nordic Opening       | Tour de Ski          |
| ------- | --- | ---------------- | ---------------- | ---------------- | ---------------- | -------------------- | -------------------- |
| 2020/21 | 20  | 97.              | 63.              | –                | 22.              | –                    | –                    |
| 2021/22 | 21  | 53.              | 34.              | –                | 9.               | —                    | 23.                  |
| 2022/23 | 22  | 58.              | 47.              | –                | 5.               | —                    | 23.                  |
| 2023/24 | 23  | 22.              | 15.              | –                | –                | —                    | 14.                  |

### Výsledky na OH
| Rok  | Věk | 10 km | 15 km skiatlon | 30 km hromadný start | sprint | 4 × 5 km štafeta | sprint dvojic |
| ---- | --- | ----- | -------------- | -------------------- | ------ | ---------------- | ------------- |
| 2022 | 21  | –     | –              | 15.                  | –      | –                | –             |

### Výsledky na MS
| Rok  | Věk | 10 km | 15 km skiatlon | 30 km hromadný start | sprint | 4 × 5 km štafeta | sprint dvojic |
| ---- | --- | ----- | -------------- | -------------------- | ------ | ---------------- | ------------- |
| 2021 | 20  | 23.   | 25.            | 28.                  | —      | —                | —             |
| 2023 | 22  | 25.   | 29.            | —                    | —      | —                | —             |
| 2025 | 24  | —     | 23.            | 21.                  | —      | —                | —             |